# Tatra K3R-N

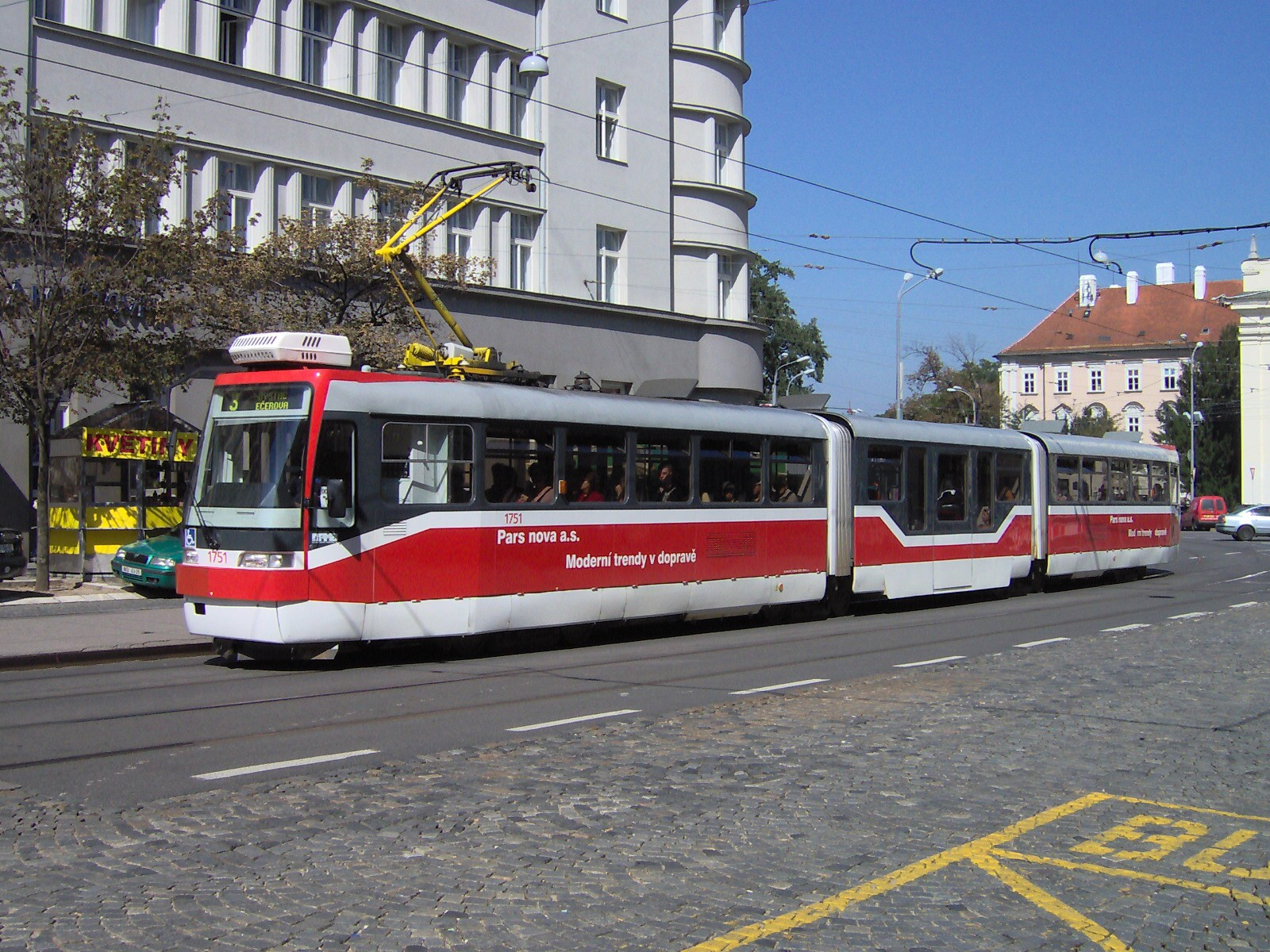
Pierwszy brneński wóz K3R-N

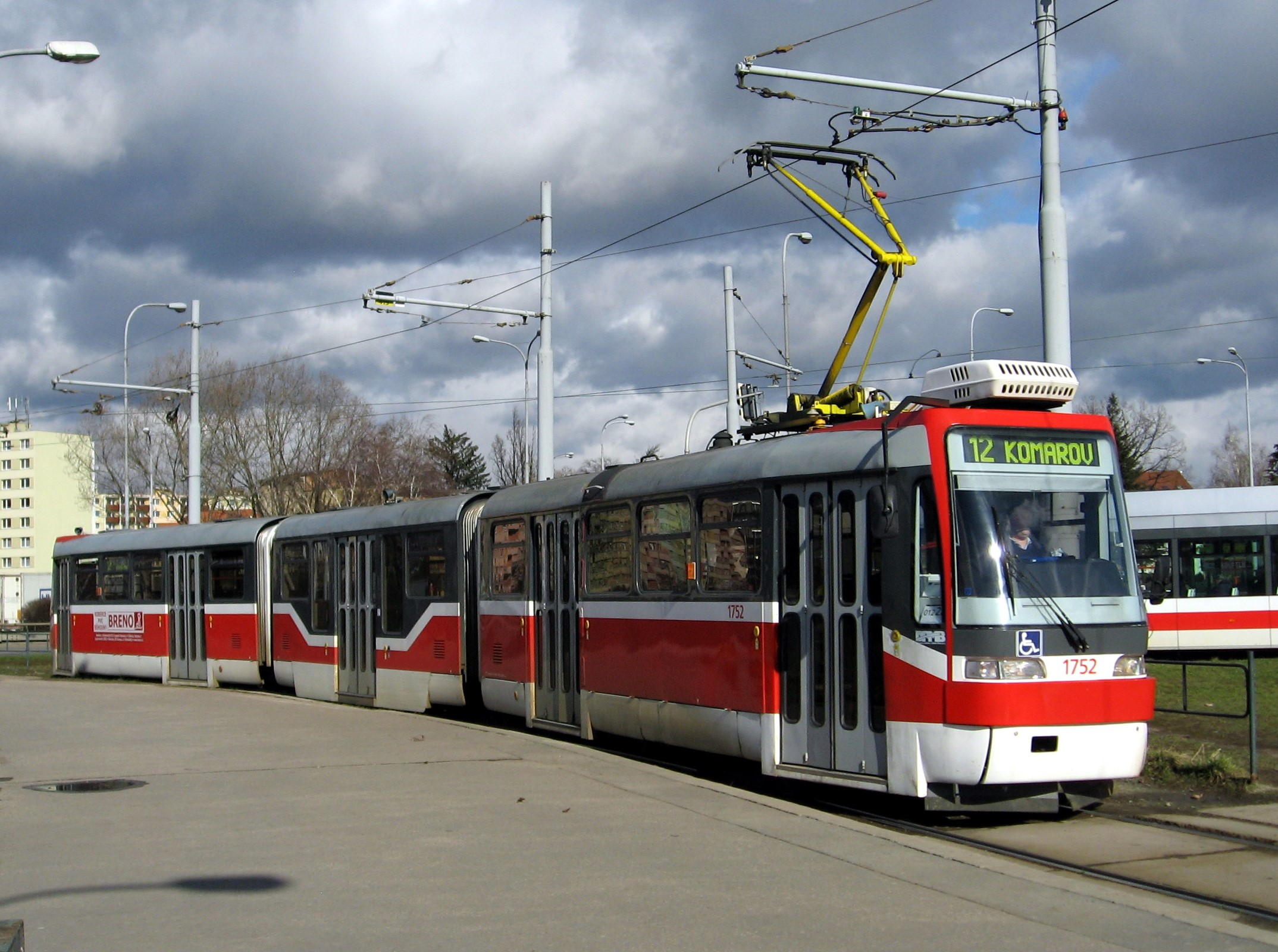
Tatra K3R-N na linii numer 12 w Komárovie

Tatra K3R-N (używane także oznaczenie K3R.N) – czeski trójczłonowy częściowo niskopodłogowy tramwaj. Powstał w wyniku modernizacji tramwaju Tatra K2 w firmie Pars nova dla firmy Dopravní podnik města Brna. Tym sposobem w latach 2002-2004 zmodernizowano dwa wozy, kolejne dwa tramwaje typu K3R-N wyprodukowano jako nowe w roku 2006.

## Historia
Trend wprowadzania do eksploatacji tramwajów niskopodłogowych i przestarzałość dwuczłonowych wysokopodłogowych tramwajów Tatra K2 skłonił Dopravní podnik města Brna do modernizacji tychże wagonów. Firma Pars nova przedłożyła brneńskiemu przedsiębiorstwu komunikacyjnemu ofertę na modernizację tramwajów K2 z montażem nowego środkowego niskopodłogowego członu. W ten sposób powstał pojemny wóz tramwajowy, długością i pojemnością zbliżony z tramwajem Tatra KT8D5.

## Modernizacja
Modernizowane wozy przeszły generalny remont skrajnych członów i wózków. Pomiędzy skrajne człony zamontowano trzeci człon, niskopodłogowy z wyciąganą platformą wjazdową i miejscem dla wózków dziecięcych i wózków inwalidzkich. Z lewej strony środkowego członu (naprzeciwko drzwi) znajduje się wyjście awaryjne szerokości drzwi, które może być wykorzystane przez osoby na wózkach. Wozy otrzymały nowe czoła z tworzyw sztucznych, zaprojektowane przez Patrika Kotasa, które zresztą występują także w dużej ilości modernizacji w Brnie. Zmodernizowano także wnętrze: zamontowano nowe drzwi harmonijkowe, okna, siedzenia z tapicerką, poręcze, podłogi antypoślizgowe, akustyczny i optyczny system informacji pasażerskiej. Również kabina motorniczego została wyremontowana (ręczny zadajnik jazdy, nowy pulpit sterowniczy, klimatyzacja, nowe siedzenie).
Wielkie zmiany zaszły także w części elektrycznej tramwaju. Wykorzystano tranzystorowe elektryczne wyposażenie typu TV Progress od firmy Cegelec, zamontowano przetwornicę statyczną, elektrycznie składany pantograf połówkowy. Na każdy wózek przypadają dwa silniki (jeden na jedna oś).
Drugi zmodernizowany wóz K3R-N różni się od pierwszego detalami, jednak największą zmianą jest brak wyjścia awaryjnego w członie środkowym.
Pozostałe dwa tramwaje K3R-N zostały wyprodukowane jako całkowicie nowe, bazujące na konstrukcji tramwaju Tatra K2.

## Eksploatacja tramwajów Tatra K3R-N
| Miasto | Artykuł | Typ   | Rok produkcji | Lata modernizacji | Ilość | Numery     | Uwagi                           | Źródło |
| ------ | ------- | ----- | ------------- | ----------------- | ----- | ---------- | ------------------------------- | ------ |
| Brno   | artykuł | K3R-N | 1974–1977     | 2002–2004         | 2     | 1751, 1752 | modernizacja starszych wozów K2 | [ 6 ]  |
| Brno   | artykuł | K3R-N | 2006          | –                 | 2     | 1753, 1754 |                                 | [ 6 ]  |

Modernizacja pierwszych tramwajów typu K2 na typ K3R-N była rozpoczęta w roku 2002. W sierpniu 2003 był już po remoncie a pod koniec tego samego roku był wystawiony na wystawie Międzynarodowych Targów Maszynowych w Brnie. Jazdy próbne bez pasażerów rozpoczęto w listopadzie 2003, próbny przejazd z pasażerami miał miejsce 11 lutego 2004 r. W czerwcu tego samego roku wóz został zatwierdzony przez Urząd Kolejowy, który wydał zezwolenie na jego kursowanie. Do czasu wydania pozwolenia tramwaj jeździł bez numeru i był własnością Pars nova. Pod numerem 1751 wszedł w posiadanie brneńskiego przewoźnika 1 czerwca 2004 r.
Dzięki pomyślnej modernizacji do Šumperku w pierwszej połowie czerwca 2004 wysłano drugi tramwaj K2 numer 1115, zmodernizowano go do tupu K3R-N i odesłano do Brna już w październiku tego samego roku, w ruchu liniowym z nowym numerem 1752 pojawił się w styczniu 2005 r. Pierwotnie planowano modernizację 22 tramwajów do typu K3R-N, jednak zakupiono tylko dwa nowe egzemplarze. Oba nowo powstałe tramwaje pojawiły się w Brnie w drugiej połowie roku 2006. Wóz numer 1753 został włączony do ruchu liniowego w listopadzie 2006 r., tramwaj nr 1754 w grudniu tego samego roku.
Po kilku latach eksploatacji doszło do uszkodzenia środkowego członu niskopodłogowego. Uszkodzenie było na tyle poważne, że nie można było zapewnić bezpiecznego przejazdu tymi wagonami, w związku  z tym trzy K3R-N od września 2009 r. do lutego 2010 r. stopniowo wycofywano z ruchu. Wyjątkiem jest tramwaj nr 1751, który do dziś pozostaje w ruchu liniowym. Pozostałe trzy tramwaje odstawiono i oczekiwały one na usunięcie usterek. W 2012 r. do ruchu powrócił nr 1752, rok później nr 1754, natomiast odstawione zostały tramwaje nr 1751 i 1753.